# Illatos macskamenta
Az illatos macskamenta (Nepeta cataria) az ajakosvirágúak (Lamiales) rendjébe és az árvacsalánfélék (Lamiaceae) családjába tartozó faj.
Nemzetségének a típusfaja.

## Előfordulása
Európa déli részeitől és Finnországtól kezdve, Ázsia nagy részén keresztül a Koreai-félszigetig őshonos. A Mátrában megtalálhatóak állományai. A világon sokfelé betelepítették.

## Jellemzése
A növény gyorsan fejlődik és könnyű gondozni. A virágai, melyek kora nyáron jelennek meg, a fogazott levelei között csoportosan helyezkednek el. A növény az egész évszak alatt folyamatosan virágzik. Egyes változatai nagyon vonzóak a macskák számára, akár élő, akár szárított formájukban. Átlagos magassága 50-80 centiméter.

## Gyógyhatások
A növény kivonatával végzett laboratóriumi kísérletek rákellenes hatást mutattak ki.

## Hatása a macskára
A macskák őrült szaglászással, rágcsálással és az illatos macskamenta ide-oda való pofozgatásával reagálnak a növényre. Nemcsak a házi macskákra van hatással, hanem a legtöbb nagymacskára is, például a hiúzokra, leopárdokra, hópárducokra, jaguárokra és oroszlánokra.

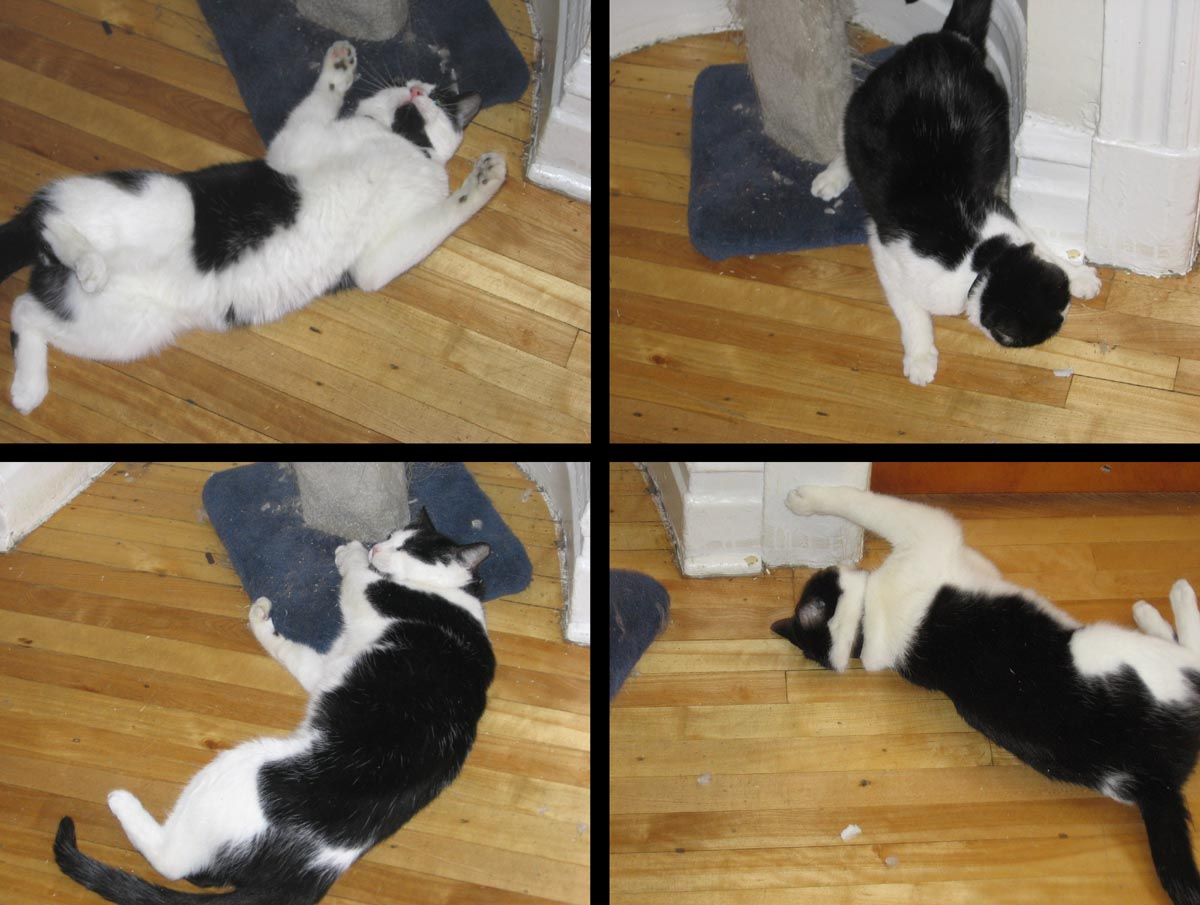
Hatása a macskákra